# Окахампка (Флорида)
Окахампка (англ. Okahumpka) — статистически обособленная местность, расположенная в округе Лейк (штат Флорида, США) с населением в 251 человек по статистическим данным переписи 2000 года.

## География
По данным Бюро переписи населения США, статистически обособленная местность Окахампка имеет общую площадь в 0,52 квадратных километров, водных ресурсов в черте населённого пункта не имеется.
Окахампка расположена на высоте 26 м над уровнем моря.

## Демография
По данным переписи населения 2000 года, в Окахампкe проживало 251 человек, 72 семьи, насчитывалось 108 домашних хозяйств и 113 жилых домов. Средняя плотность населения составляла около 482,69 человек на один квадратный километр. Расовый состав населённого пункта распределился следующим образом: 98,80 % белых, 0,80 % — чёрных или афроамериканцев, 0,40 % — других народностей. Испаноговорящие составили 0,80 % от всех жителей статистически обособленной местности.
Из 108 домашних хозяйств в 26,9 % воспитывали детей в возрасте до 18 лет, 45,4 % представляли собой совместно проживающие супружеские пары, в 14,8 % семей женщины проживали без мужей, 33,3 % не имели семей. 25,9 % от общего числа семей на момент переписи жили самостоятельно, при этом 7,4 % составили одинокие пожилые люди в возрасте 65 лет и старше. Средний размер домашнего хозяйства составил 2,32 человек, а средний размер семьи — 2,74 человек.
Население статистически обособленной местности по возрастному диапазону по данным переписи 2000 года распределилось следующим образом: 18,7 % — жители младше 18 лет, 9,6 % — между 18 и 24 годами, 29,9 % — от 25 до 44 лет, 30,3 % — от 45 до 64 лет и 11,6 % — в возрасте 65 лет и старше. Средний возраст жителей составил 40 лет. На каждые 100 женщин в Окахампкe приходилось 105,7 мужчин, при этом на каждые сто женщин 18 лет и старше приходилось 106,1 мужчин также старше 18 лет.
Средний доход на одно домашнее хозяйство статистически обособленной местности составил 19 219 долларов США, а средний доход на одну семью — 50 268 долларов. При этом мужчины имели средний доход в 25 313 долларов США в год против 20 179 долларов среднегодового дохода у женщин. Доход на душу населения статистически обособленной местности составил 19 219 долларов в год. 17,5 % от всего числа семей в населённом пункте и 31,4 % от всей численности населения находилось на момент переписи населения за чертой бедности, при этом из них были моложе 18 лет и 29,6 % — в возрасте 65 лет и старше.